# Uranotaenia
Uranotaenia is een geslacht van steekmuggen (Culicidae). De wetenschappelijke naam van het geslacht is voor het eerst geldig gepubliceerd in 1891 door Félix Lynch Arribálzaga. Hij beschreef tevens de soorten U. nataliae en U. pulcherrima uit in de Argentijnse provincie Buenos Aires.
Er zijn meer dan 250 soorten Uranotaenia bekend, uit Zuid- en Noord-Amerika, Afrika, Australië/Oceanië en Azië. Men onderscheidt in dit geslacht twee ondergeslachten, Uranotaenia sensu stricto en Pseudoficalbia.
Het zijn kleine muskieten (niet langer dan 2 tot 4 mm). Er is niet veel gekend over hun bijt- en eetgewoonten. Sommige soorten blijken mensen niet te bijten, maar verkiezen koudbloedige dieren. Uit experimenten met Uranotaenia lowii uit het gebied rond de Mississippi in Louisiana bleek dat deze soort bij voorkeur amfibieën bijt, zoals de groene boomkikker (Hyla cinerea) of de bruine beeksalamander (Desmognathus fuscus), maar niet de mens. Uranotaenia uit de Riukiu-eilanden voeden zich met bloed van kikkers als Kurixalus eiffingeri, Fejervarya sakishimensis of Limnonectes namiyei. Het is bijgevolg mogelijk dat deze muskieten vectoren zijn van arbovirussen tussen amfibieën. U. alboabdominalis uit Afrika blijkt wel mensen te bijten. Andere soorten komen wel op de huid zitten, evenwel zonder te bijten.

## Soorten
- U. abdita Peyton, 1977
- U. abstrusa Peyton, 1977
- U. aequatorianna Leví-Castillo, 1953
- U. alba Theobald, 1901
- U. albescens Taylor, 1914
- U. albimanus da Cunha Ramos & Brunhes, 2004
- U. albinotata da Cunha Ramos & Brunhes, 2004
- U. albipes Peyton, 1977
- U. alboabdominalis Theobald, 1910
- U. alboannulata (Theobald, 1905)
- U. albocephala da Cunha Ramos & Brunhes, 2004
- U. albosternopleura Peters, 1963
- U. ambodimanga da Cunha Ramos & Brunhes, 2004
- U. amiensis Peters, 1963
- U. andavakae Doucet, 1950
- U. andreae Doucet, 1962
- U. angolensis da Cunha Ramos, 1985
- U. anhydor Dyar, 1907
- U. annandalei Barraud, 1926
- U. annulata Theobald, 1901
- U. anopheloides Brunhes & Razafindrasolo, 1975
- U. antalahaensis da Cunha Ramos & Brunhes, 2004
- U. antennalis Taylor, 1919
- U. apicalis Theobald, 1903
- U. apicosquamata da Cunha Ramos & Brunhes, 2004
- U. apicotaeniata Theobald, 1909
- U. approximata Peyton, 1977
- U. argentipleura da Cunha Ramos & Brunhes, 2004
- U. arguellesi Baisas, 1935
- U. argyrotarsis Leicester, 1908
- U. ascidiicola de Meijere, 1910
- U. atra Theobald, 1905
- U. balfouri Theobald, 1904
- U. bambusicola da Cunha Ramos & Brunhes, 2004
- U. barnesi Belkin, 1953
- U. belkini Grjebine, 1979
- U. benoiti Wolfs, 1964
- U. bertii Cova Garcia & Rausseo, 1964
- U. bicincta da Cunha Ramos & Brunhes, 2004
- U. bicolor Leicester, 1908
- U. bidentata da Cunha Ramos & Brunhes, 2004
- U. bifasciata da Cunha Ramos & Brunhes, 2004
- U. bilineata Theobald, 1909
- U. bimaculata Leicester, 1908
- U. bimaculiala Leicester, 1908
- U. bosseri Grjebine, 1979
- U. boussesi da Cunha Ramos & Brunhes, 2004
- U. breviseta da Cunha Ramos & Brunhes, 2004
- U. bricenoi Cova García, Pulido, Escalante de Ugueto, Amarista & Mora R., 1987
- U. briseis Dyar, 1925
- U. browni Mattingly, 1955
- U. brumpti Doucet, 1951
- U. brunhesi Grjebine, 1979
- U. cachani (Doucet, 1950)
- U. caeruleocephala Theobald, 1901
- U. caliginosa Philip, 1931
- U. calosomata Dyar & Knab, 1907
- U. campestris Leicester, 1908
- U. capelai da Cunha Ramos, 1993
- U. carcinicola da Cunha Ramos & Brunhes, 2004
- U. cavernicola Mattingly, 1954
- U. civinskii Belkin, 1953
- U. clara Dyar & Shannon, 1925
- U. coatzacoalcos Dyar & Knab, 1906
- U. colocasiae Edwards, 1928
- U. combesi Doucet, 1950
- U. comorensis da Cunha Ramos & Brunhes, 2004
- U. confusa Peyton, 1977
- U. connali Edwards, 1912
- U. contrastata da Cunha Ramos & Brunhes, 2004
- U. cooki Root, 1937
- U. cornuta da Cunha Ramos & Brunhes, 2004
- U. chorleyi Edwards, 1936
- U. christophersi Barraud, 1926
- U. damasei Grjebine, 1979
- U. davisi Lane, 1943
- U. demeilloni Peyton & Rattanarithikul, 1970
- U. devemyi Hamon, 1955
- U. diagonalis Brug, 1934
- U. dibrugarhensis Bhattacharyya, Prakash, Mohapatra & Mahanta, 2004
- U. diraphati Peyton & Klein, 1970
- U. ditaenionota Prado, 1931
- U. donai da Cunha Ramos & Brunhes, 2004
- U. douceti Grjebine, 1953
- U. dumonti Doucet, 1949
- U. edwardsi Barraud, 1926
- U. enigmatica Peyton, 1977
- U. falcipes Banks, 1906
- U. fimbriata King & Hoogstraal, 1947
- U. fraseri Edwards, 1912
- U. fulgens da Cunha Ramos & Brunhes, 2004
- U. fusca Theobald, 1907
- U. gabaldoni Cova Garcia, Pulido F., Escalante de Ugueto & Mora R., 1987
- U. garnhami van Someren, 1948
- U. geniculata da Cunha Ramos & Brunhes, 2004
- U. geometrica Theobald, 1901
- U. gerdae Slooff, 1963
- U. gigantea Brug, 1931
- U. gouldi Peyton & Klein, 1970
- U. grassei da Cunha Ramos & Brunhes, 2004
- U. grenieri Doucet, 1951
- U. grjebinei da Cunha Ramos & Brunhes, 2004
- U. haddowi da Cunha Ramos & Brunhes, 2004
- U. hamoni Grjebine, 1953
- U. harrisoni Peyton, 1977
- U. hebes Barraud, 1931
- U. hebrardi da Cunha Ramos & Brunhes, 2004
- U. heiseri Baisas, 1935
- U. henrardi Edwards, 1935
- U. henriquei da Cunha Ramos, 1993
- U. hervyi da Cunha Ramos & Brunhes, 2004
- U. hirsutifemora Peters, 1964
- U. hongayi Galliard & Ngu, 1947
- U. hopkinsi Edwards, 1932
- U. husaini Qutubuddin, 1947
- U. hystera Dyar & Knab, 1913
- U. incognita Galindo, Blanton & Peyton, 1954
- U. iriartei Cova García, Pulido F., Escalante de Ugueto & Mora R., 1987
- U. jacksoni Edwards, 1935
- U. jinhongensis Dong, Dong & Zhou, 2003
- U. joucouri da Cunha Ramos & Brunhes, 2004
- U. koli Peyton & Klein, 1970
- U. kraussi Grjebine, 1953
- U. laffosseae da Cunha Ramos & Brunhes, 2004
- U. lanei Martinez & Prosen, 1953
- U. lateralis Ludlow, 1905
- U. lavieri Doucet, 1950
- U. lebiedi da Cunha Ramos & Brunhes, 2004
- U. legoffi da Cunha Ramos & Brunhes, 2004
- U. leiboensis Chu, 1981
- U. leucoptera (Theobald, 1907)

- U. longirostris Leicester, 1908
- U. longitubus da Cunha Ramos & Brunhes, 2004
- U. lowii Theobald, 1901
- U. lucyae van Someren, 1954
- U. ludlowae Dyar & Shannon, 1925
- U. lui Lien, 1968
- U. lunda da Cunha Ramos, 1993
- U. luteola Edwards, 1934
- U. lutescens Leicester, 1908
- U. macfarlanei Edwards, 1914
- U. maculipleura Leicester, 1908
- U. machadoi da Cunha Ramos, 1986
- U. madagascarensis da Cunha Ramos & Brunhes, 2004
- U. madagascarica da Cunha Ramos & Brunhes, 2004
- U. manakaraensis da Cunha Ramos & Brunhes, 2004
- U. mashonaensis Theobald, 1901
- U. mathesoni Lane, 1943
- U. mattinglyi Qutubuddin, 1951
- U. maxima Leicester, 1908
- U. mayeri Edwards, 1912
- U. mayottensis Brunhes, 1977
- U. mendiolai Baisas, 1935
- U. mengi Chen, Wang & Zhao, 1989
- U. metatarsata Edwards, 1914
- U. micans Leicester, 1908
- U. micromelas Edwards, 1934
- U. modesta Leicester, 1908
- U. montana Ingram & de Meillon, 1927
- U. moramangae da Cunha Ramos & Brunhes, 2004
- U. moresbyensis Peters, 1963
- U. moufiedi Peyton, 1977
- U. moultoni Edwards, 1914
- U. musarum Edwards, 1936
- U. nataliae Lynch Arribálzaga, 1891
- U. neireti Edwards, 1920
- U. neotibialis King & Hoogstraal, 1947
- U. nepenthes (Theobald, 1912)
- U. nigricephala da Cunha Ramos & Brunhes, 2004
- U. nigripes (Theobald, 1905)
- U. nigripleura da Cunha Ramos & Brunhes, 2004
- U. nigromaculata Edwards, 1941
- U. nivea Leicester, 1908
- U. nivipes (Theobald, 1905)
- U. nivipleura Leicester, 1908
- U. nivipous Theobald, 1912
- U. nocticola Peyton, 1977
- U. novaguinensis Peters, 1963
- U. novobscura Barraud, 1934
- U. obscura Edwards, 1915
- U. ohamai Tanaka, Mizusawa & Saugstad, 1975
- U. orientalis Barraud, 1926
- U. ornata Theobald, 1909
- U. orthodoxa Dyar, 1921
- U. oteizai Perez Vigueras, 1956
- U. ototomo da Cunha Ramos, 1993
- U. painei Edwards, 1935
- U. palmeirimi de Meillon & Rebêlo, 1941
- U. paludosa Galindo, Blanton & Peyton, 1954
- U. pallidipleura da Cunha Ramos & Brunhes, 2004
- U. pallidocephala Theobald, 1908
- U. pallidoventer Theobald, 1903
- U. pandani (Theobald, 1912)
- U. paralateralis Peters, 1964
- U. paranovaguinensis Peters, 1963
- U. patriciae Peyton, 1977
- U. pauliani Doucet, 1949
- U. philonuxia Philip, 1931
- U. pifanoi Cova García, Pulido F. & Escalante de Ugueto, 1981
- U. pilosa da Cunha Ramos & Brunhes, 2004
- U. prajimi Peyton & Rattanarithikul, 1970
- U. principensis da Cunha Ramos, 1993
- U. propinqua Peyton, 1977
- U. pseudoalbimanus da Cunha Ramos & Brunhes, 2004
- U. pseudohenrardi Peters, 1955
- U. pseudomaculipleura Peyton & Rattanarithikul, 1970
- U. pseudoshillitonis da Cunha Ramos & Brunhes, 2004
- U. pulcherrima Lynch Arribálzaga, 1891
- U. pygmaea Theobald, 1901
- U. pylei Baisas, 1946
- U. quadrimaculata Edwards, 1929
- U. quasimodesta Peyton, 1977
- U. qui Dong, Dong & Zhou, 2003
- U. quinquemaculata Bonne-Wepster, 1934
- U. rachoui Xavier, da Silva Mattos & da Silva, 1970
- U. ramosa da Cunha Ramos, 1993
- U. rampae Peyton & Klein, 1970
- U. ravenalicola da Cunha Ramos & Brunhes, 2004
- U. recondita Edwards, 1922
- U. reinerti Peyton, 1977
- U. reyi Baisas, 1935
- U. rickenbachi da Cunha Ramos, 1993
- U. riverai Duret, 1970
- U. roberti da Cunha Ramos & Brunhes, 2004
- U. rossi Delfinado, 1966
- U. rutherfordi Edwards, 1922
- U. sapphirina (Osten Sacken, 1868)
- U. scutostriata da Cunha Ramos & Brunhes, 2004
- U. setosa King & Hoogstraal, 1947
- U. sexaueri Belkin, 1953
- U. shillitonis Edwards, 1932
- U. signata da Cunha Ramos, 1993
- U. socialis Theobald, 1901
- U. solomonis Belkin, 1953
- U. sombooni Peyton & Klein, 1970
- U. spiculosa Peyton & Rattanarithikul, 1970
- U. spinitubus da Cunha Ramos & Brunhes, 2004
- U. spinosa da Cunha Ramos & Brunhes, 2004
- U. spiraculata da Cunha Ramos & Brunhes, 2004
- U. srilankensis Peyton, 1974
- U. stricklandi Barraud, 1926
- U. subnormalis Martini, 1920
- U. subtibioclada King & Hoogstraal, 1947
- U. sumethi Peyton & Rattanarithikul, 1970
- U. tanzaniae da Cunha Ramos, 1993
- U. telmatophila Galindo, Blanton & Peyton, 1954
- U. testacea Theobald, 1905
- U. tibialis Taylor, 1919
- U. tibioclada King & Hoogstraal, 1947
- U. trapidoi Galindo, Blanton & Peyton, 1954
- U. tricolor da Cunha Ramos & Brunhes, 2004
- U. tridentata da Cunha Ramos & Brunhes, 2004
- U. trilineata Leicester, 1908
- U. tsaratananae Doucet, 1950
- U. typhlosomata Dyar & Knab, 1907
- U. ugandae da Cunha Ramos, 1993
- U. unguiculata Edwards, 1913
- U. unimaculiala Leicester, 1908
- U. wysockii Belkin, 1953
- U. xanthomelaena Edwards, 1925
- U. yaeyamana Tanaka, Mizusawa & Saugstad, 1975
- U. yovani van Someren, 1951
- U. yunnanensis Dong, Dong & Wu, 2004